# Akademicki Chór Uniwersytetu Opolskiego
Akademicki Chór Uniwersytetu Opolskiego – chór Uniwersytetu Opolskiego założony przez Elżbietę Trylnik i pod jej kierownictwem funkcjonujący pod nazwą „Dramma per Musica”. Od 2024 roku chór prowadzi Anna Sikora.  

## Historia
Chór został założony w 1980 roku przez Elżbietę Trylnik, która jest także dyrygentem oraz dyrektorem artystycznym zespołu. Początkowo chór istniał jako Żeński Chór Akademicki Dramma Per Musica. W 1994 zespół przekształcił się w chór mieszany. 
W swojej historii wziął udział między innymi w:
- międzynarodowej sesji Studenckiego Stowarzyszenia Przyjaciół ONZ (1980),
- festiwalu Jazz nad Odrą we Wrocławiu i w Opolu (1980),
- festiwalu Ars Chori w Częstochowie (1980),
- gościnnych występach na Węgrzech, Malcie, w Austrii,     Francji, Szkocji, Szwajcarii, we Włoszech i w Niemczech (1980),
- uroczystości nadania Wojciechowi Kilarowi i Tadeuszowi Różewiczowi tytułu doctora honoris causa Uniwersytetu Opolskiego (1999),
- Występy na Światowym Festiwalu Młodzieży w Aberdeen w Szkocji (2002),
- XXIII Gliwickich Spotkań Chóralnych (2003),
- Europejskich Spotkaniach Chóralnych „In Terra Pax” (2004).

## Osiągnięcia
- 1990 - Legnica Cantat 21 - pierwsza nagroda w kategorii chórów akademickich,
- 1996 - Legnica Cantat 27 - pierwsza nagroda w kategorii chórów akademickich,
- 1996 - 14th International Choir Festival of Preveza – 2nd International Competition of Sacred Music Grecja - druga nagroda w kategorii chórów mieszanych,
- 1997 - nagroda im. św. Franciszka Ksawerego Żar Serca przyznana przez Duszpasterstwo Akademickie za twórcze zaangażowanie w kulturę studencką,
- 2001 - Konkurs Pieśni Religijnej Lucjana Laprusa we Wrocławiu - pierwsza nagroda,
- 2005 - Konkurs Pieśni Religijnej Lucjana Laprusa we Wrocławiu - Grand Prix,
- 2007 - VIII Konkurs Pieśnie Chóralnej im. Lucjana Laprusa we Wrocławiu - Grand Prix,
- 2008 - Międzynarodowy Festiwal Chóralny MUNDUS CANTAT SOPOT - Brązowy Dyplom Uczestnictwa.

## Dyskografia
- 1995 - „Kolędy”
- 2005- „Wiwat Boskiej Istności”
- 2005- „25 lat Drammy na żywo”
- 2010- „30 lat minęło”
- 2011- „Pokój ludziom, Bogu cześć”